# Chiesa di San Michele Arcangelo (Barletta)
La Chiesa di San Michele Arcangelo è un edificio religioso del centro storico di Barletta, situato in via Cialdini 12.

## Storia e descrizione
La chiesa fu riedificata nel 1700, a seguito del parziale crollo della precedente, avvenuto per il terremoto del 1750.
La chiesa è posta in una delle vie più importanti della città via Cialdini, a pochi passi dalla Cantina della Sfida. Di stile neoclassico, è grande circa 600 mq, ha un soffitto ligneo e alcuni affreschi in un discreto stato di conservazione. 
Pur non essendo sconsacrata, la chiesa non assolve più alcuna funzione religiose.